# Wojciech Dąbrowski (1876–ok. 1944)
Wojciech Dąbrowski (ur. 28 lutego 1876 w Piotrkowie, zm. ok. 1944) – polski aktor i reżyser teatralny.

## Kariera teatralna
Debiutował w 1895 r. w Piotrkowie w zespole Stanisława Sarnowskiego. Występował warszawskich teatrach: Ludowym (1903–1905), Bagatela (1907) i Małym (1910), w łódzkim Teatrze Popularnym (1911–1913), a także w wielu zespołach teatrów prowincjonalnych: Czesława Janowskiego (sez. 1898/1899), Edmunda Kupieckiego (sez. 1901/1902), Józefa Puchniewskiego (sez. 1905/1906), Marii Przybyłko-Potockiej (sez. 1907/1908) oraz w warszawskim teatrze ogródkowym: „Wodewil”. Od sez. 1923/24 związany stale z teatrami w Grodnie i w tym okresie również reżyserował. Wystąpił m.in. w rolach: Froscha (Zemsta nietoperza), Szafrańca (Gorąca krew), Remba (Damy i huzary), Filipa (Grube ryby), Artysty (Fircyk w zalotach), Michała (Popychadło), Horodniczego (Rewizor), Hetmana (Horsztyński), Franciszka Moora (Zbójcy), Jaśka (Zaczarowane koło) i Gustawa (Dziady).

## Życie prywatne
Jego żoną była aktorka teatralna Kazimiera Leśniewska.